# Agromyza granadensis
Agromyza granadensis este o specie de muște din genul Agromyza, familia Agromyzidae, descrisă de Spencer în anul 1972.
Este endemică în Spania. Conform Catalogue of Life specia Agromyza granadensis nu are subspecii cunoscute.